# Dragon Ball Collectible Card Game
Dragon Ball Collectible Card Game (Dragon Ball CCG) – kolekcjonerska gra karciana oparta na serii Dragon Ball, wydawana przez Bandai od 18 lipca 2008. Gra jest podobna do innych gier karcianych wydanych przez Bandai, np. Naruto Collectible Card Game.
Jak dotąd wyszło pięć zestawów kart: Warriors Return, The Awakening, Destructive Fury, Fusion oraz Clash of Sagas. Karty dzieli się na: częste, niezbyt częste, rzadkie, bardzo rzadkie i bardzo rzadkie startery. Istnieją też złote i holograficzne karty.

## Style
Gra posiada 5 różnych stylów kart: Super, Earth, Alien, Unique i Villain.

### Super
Wojownicy Z, np. Goku, Krilan, Son Gohan, Yamcha, Trunks, Genialny Żółw, itp.

### Earth
Ludzie, np. Oolong, Chi-Chi, Puar, Ranfan, Herkules, itp.

### Alien
Postacie spoza Ziemi, np. Vegeta, Frieza, Nappa, King Kai, Bardock, itp.

### Villain
Złe postacie z Ziemi, np. Android 17, Android 18, Android 19, Android 20, Cell, Pilaf, itp.

### Unique
Pozostałe postacie, np. Piccolo, Babidi, Buu itp.